# Spoorlijn Dunkerque-Locale - Bray-Dunes
De spoorlijn Dunkerque-Locale - Bray-Dunes is een Franse spoorlijn die Duinkerke met Bray-Dunes en verder naar de Belgische grens richting De Panne verbindt. Het spoor tussen Leffrinckoucke en de grens is buiten dienst gesteld maar nog aanwezig. De spoorlijn is 15,2 km lang en heeft als nummer 300 000.

## Geschiedenis

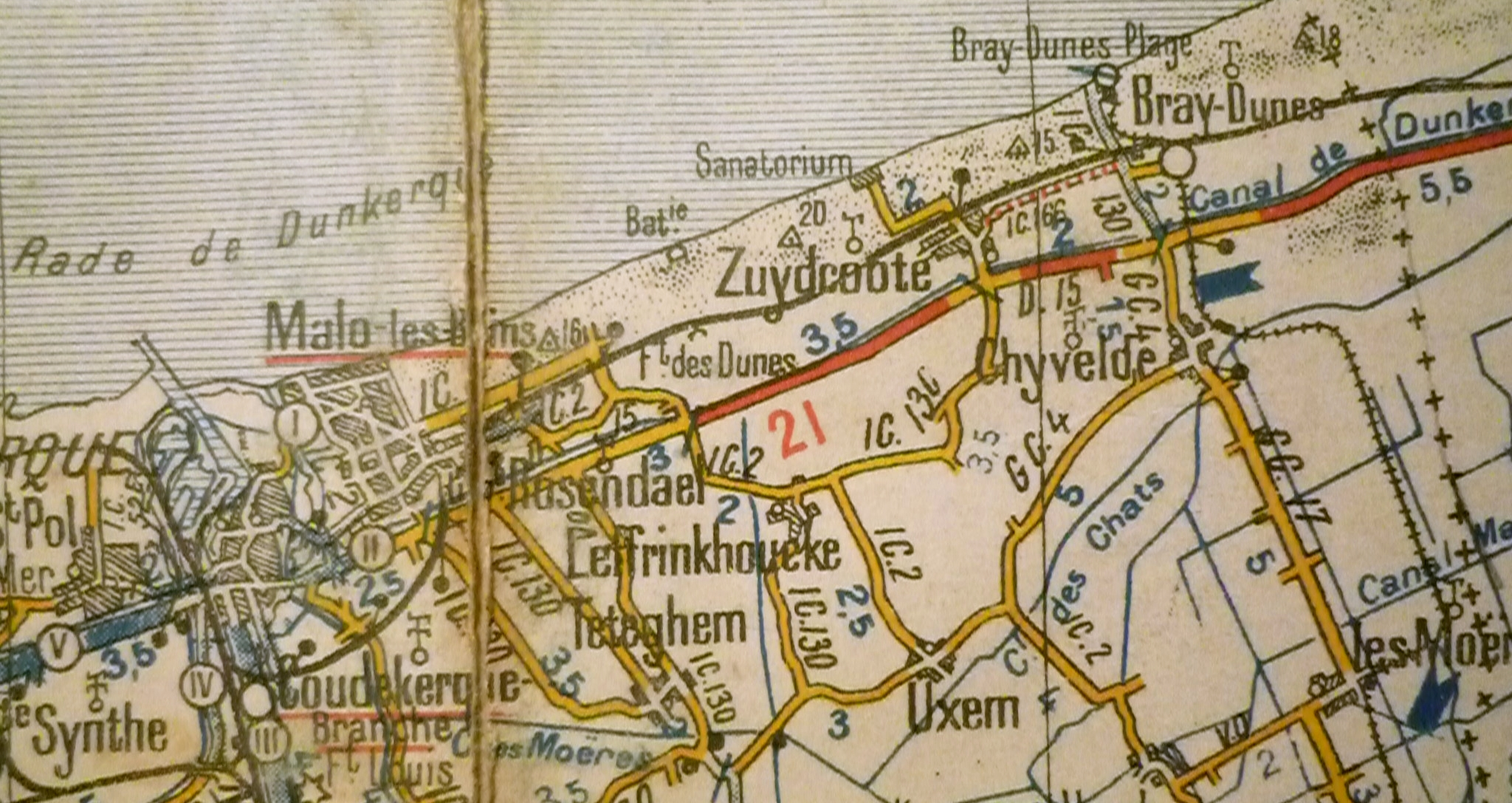
Tracé van de lijn rond 1920

Op 26 april 1862 besteedde een keizerlijk decreet de concessie aan voor een spoorlijn van Duinkerke naar de Belgische grens bij Veurne. 
De lijn werd op 16 juni 1862 toegewezen aan de heer Petyt, een bankier uit Duinkerke. Deze aanbesteding werd op 23 mei 1863 door een keizerlijk decreet goedgekeurd. De concessie werd overgedragen aan de Compagnie du Chemin de Fer de Dunkerque à Furnes, die speciaal voor dit de bouw van de spoorlijn was opgericht.  
De grensverbinding werd vastgelegd in een internationale overeenkomst die op 25 november 1869 werd ondertekend tussen het Franse Keizerrijk en het Koninkrijk België. Deze overeenkomst werd goedgekeurd door het keizerlijk decreet van 12 januari 1870.
Op 10 februari 1870 werd de spoorlijn, na enkele vertragingen, geopend door de Compagnie du chemin de fer de Dunkerque à Furnes.  Er werd een tijdelijk station ingericht op militaire grond in Duinkerke, ten oosten van de haven, die niet verbonden was met de spoorlijn. In 1874 werd de spoorlijn aangesloten op de rest van het netwerk van de Nord en werd het tijdelijke station verlaten. Het trace tussen de nieuwe verbinding en het tijdelijke station werd op 22 oktober 1877 buiten gebruik gesteld.  
In 1879 ging de Compagnie du Chemin de Fer de Dunkerque à Furnes failliet en werd overgenomen door de staat (volgens een wet van 27 juli 1880). De lijn werd door de staat overgedragen aan de Compagnie des Chemins de Fer du Nord volgens de voorwaarden van een overeenkomst tussen de minister van Openbare Werken en de maatschappij op 5 juni 1883. Deze overeenkomst werd op 20 november daaropvolgend goedgekeurd. De route werd op 1 januari 1938 overgedragen aan de SNCF als onderdeel van het nationalisatie-proces en vervolgens in 1997 aan RFF. 
Tussen 1958 en 1960 werd het internationaal reizigersverkeer opgeheven, later reden sporadisch nog toeristentreinen over de lijn.
Op 7 december 1999 was er opnieuw internationaal goederenverkeer op de spoorlijn. Toen reed een vloeibaar-staaltrein van het staalbedrijf Sollac in Duinkerke naar de fabrieken van Cockerill-Sambre in Marcinelle bij Charleroi. Na een proeftijd zou het project in 2001 uitgebreid worden tot twee treinen per dag. Het project werd echter afgeblazen en op 16 maart 2003 werd alle spoorverkeer tussen Bray-Dunes en De Panne onmogelijk.
In 2014 werd een voie verte (fietspad op de oude bedding) aangelegd van een spoorwegovergang in Duinkerke tot aan het station van Leffrinckoucke.
Er zouden plannen zijn om in de toekomst de spoorweg terug te openen voor verkeer.

## Huidige toestand
De lijn is niet langer in gebruik en is verlaten. Een deel van het spoor bestaat nog, maar een stootblok verhindert dat treinen naar België kunnen oversteken. Een stuk spoor werd verwijderd bij de vernieuwing van een overweg met de N386 net over de Belgische grens.
Op een deel van de oude lijn is een groene fietsweg aangelegd als onderdeel van de EuroVelo 4-fietsroute.
Passagiersvervoer worden nu verzorgd door de buslijn 20 van het openbaar vervoer van Duinkerke.

## Kenmerken

### Spoor
Dit is een enkelsporige, niet-geëlektrificeerde lijn met een vlak profiel. De hellingen zijn niet steiler dan 6,8 ‰.

### Tracé
De lijn begint op de lijn van Arras naar Duinkerke-Locale bij het aansluitpunt in Veurne tussen de stations van Duinkerke en Coudekerque-Branche. De lijn loopt vervolgens langs een deel van Duinkerke in zuidelijke richting en vervolgens in een rechte lijn, op minder dan een kilometer van de stranden. 
De lijn passeerde de stations van Rosendaal en Leffrinckoucke en loopt dan langs de duinen waar een aftakking een metaalfabriek bedient. 
De spoorlijn liep verder in oostelijke richting en bediende de Halte de l'hôpital-maritime de Zuydcoote, Zuidkote en vervolgens Bray-Dunes. Er was een aftakking met het station Bray-Dunes-Plage, nu het huidige Tourisme kantoor van de stad, via de metersporige lijn Chemin de fer de Hondschoote à Bray-Dunes. 
De lijn stak uiteindelijk de grens over naar België, waar het overging in de Belgische lijn 73 van Infrabel om aan te komen in het station van Adinkerke / De Panne.

## Aansluitingen
In de volgende plaatsen is of was er een aansluiting op de volgende spoorlijnen:
Dunkerque
RFN 301 000, spoorlijn tussen Arras en Dunkerque
RFN 302 526, lus van Dunkerque
Bray-Dunes grens
Spoorlijn 73 tussen Deinze en De Panne

## Galerij

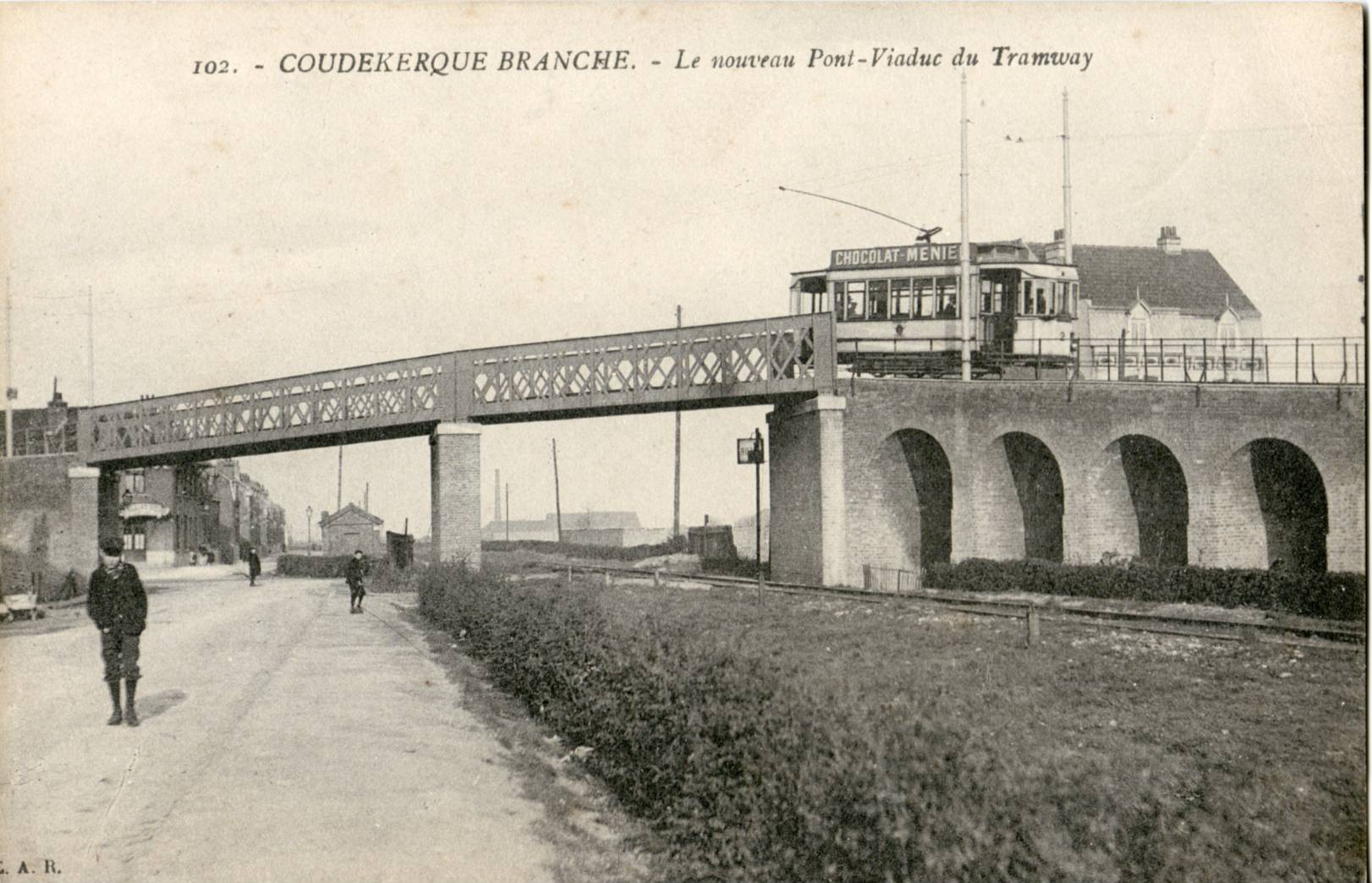
Tramviaduct over de lijn in Coudekerque-Branche ter hoogte van de Rue Waldeck Rousseau.
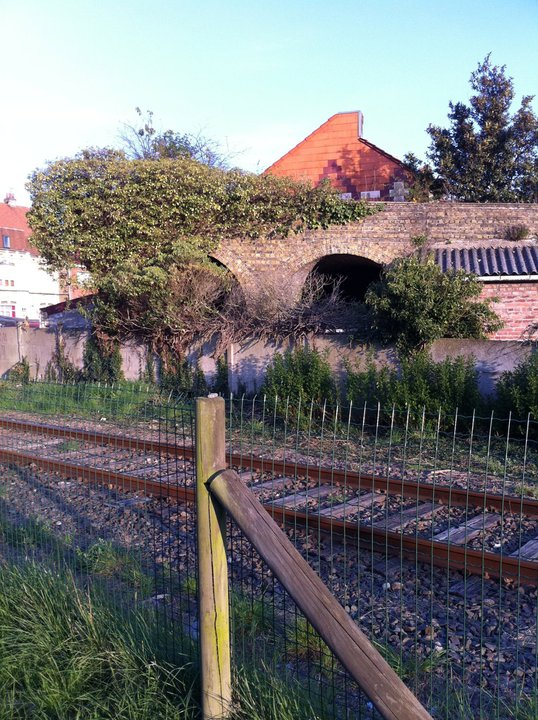
Tramviaduct in 2014.
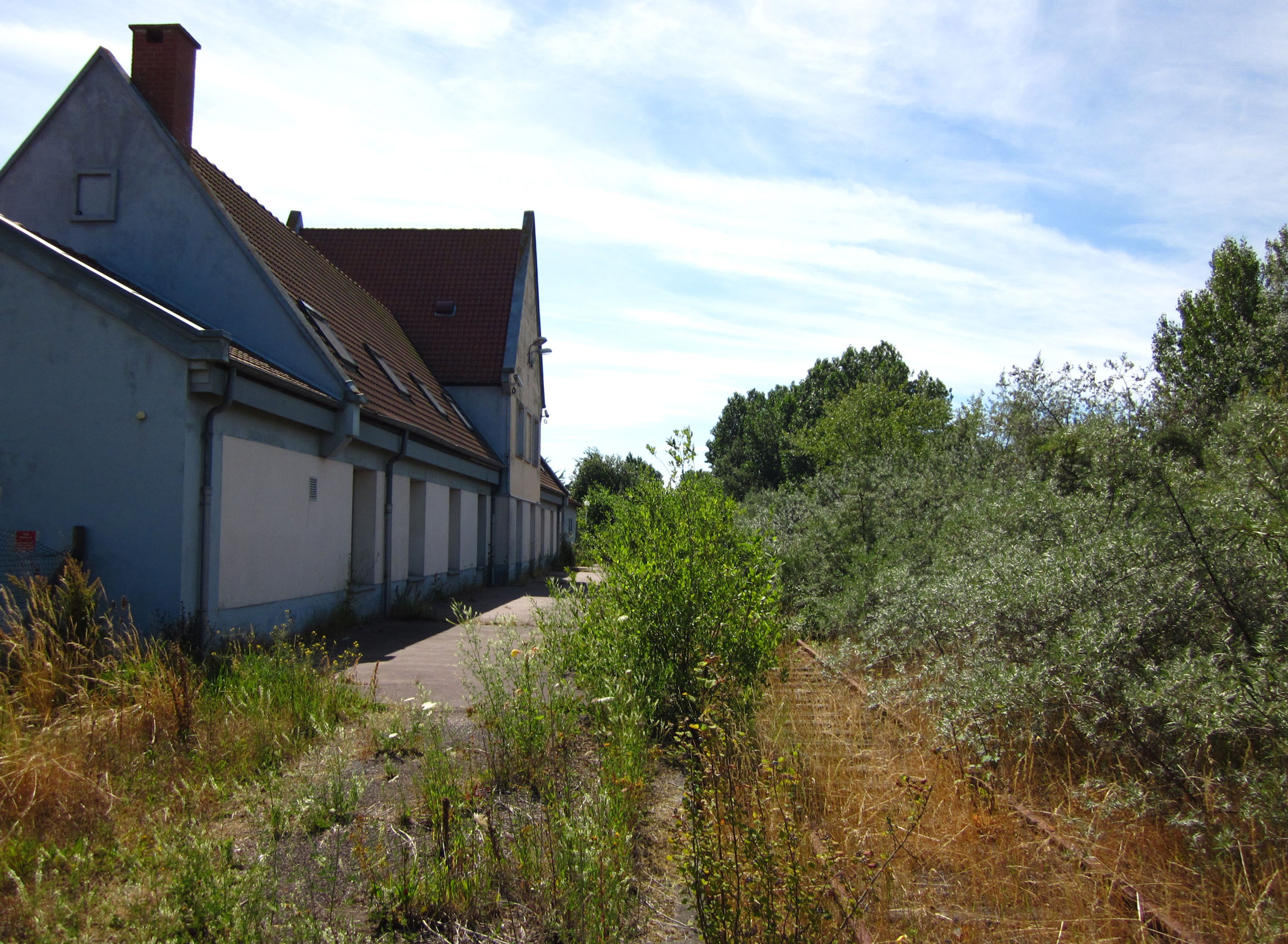
Station Bray-Dunes.
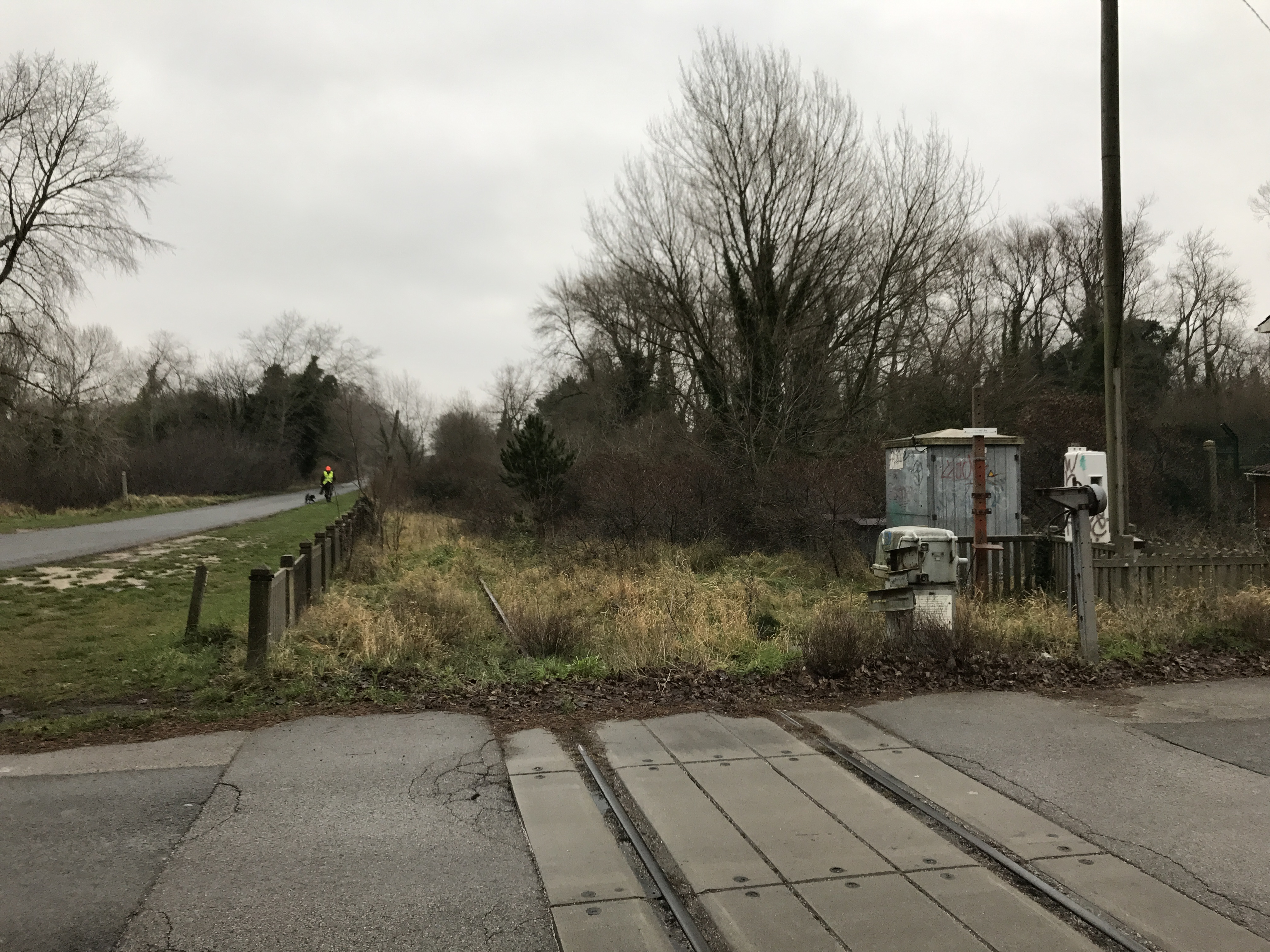
Voormalige spoorlijn 300 nabij Zuydcoote
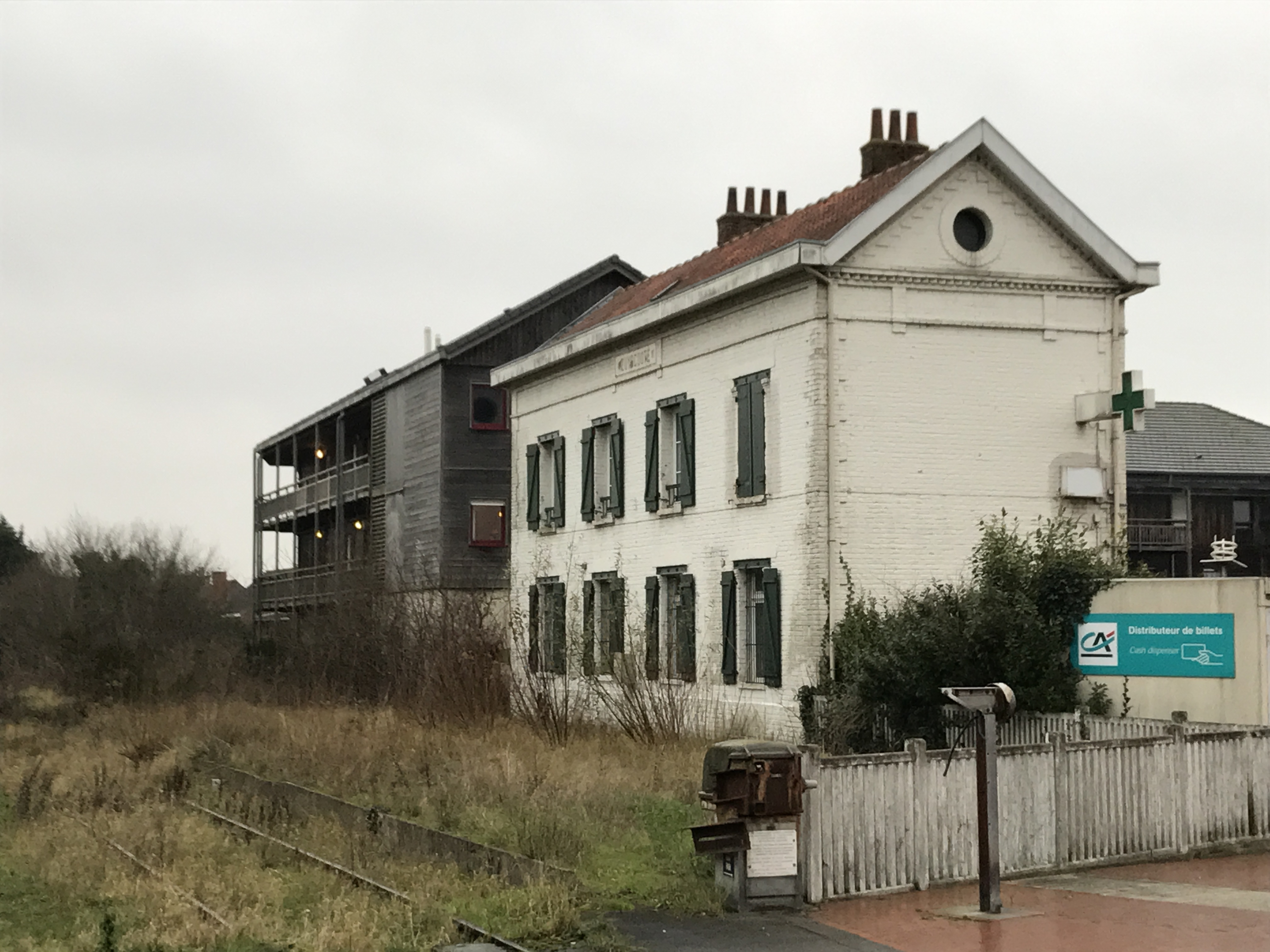
Het voormalig stationsgebouw van Zuydcoote, in 2017 een apotheek
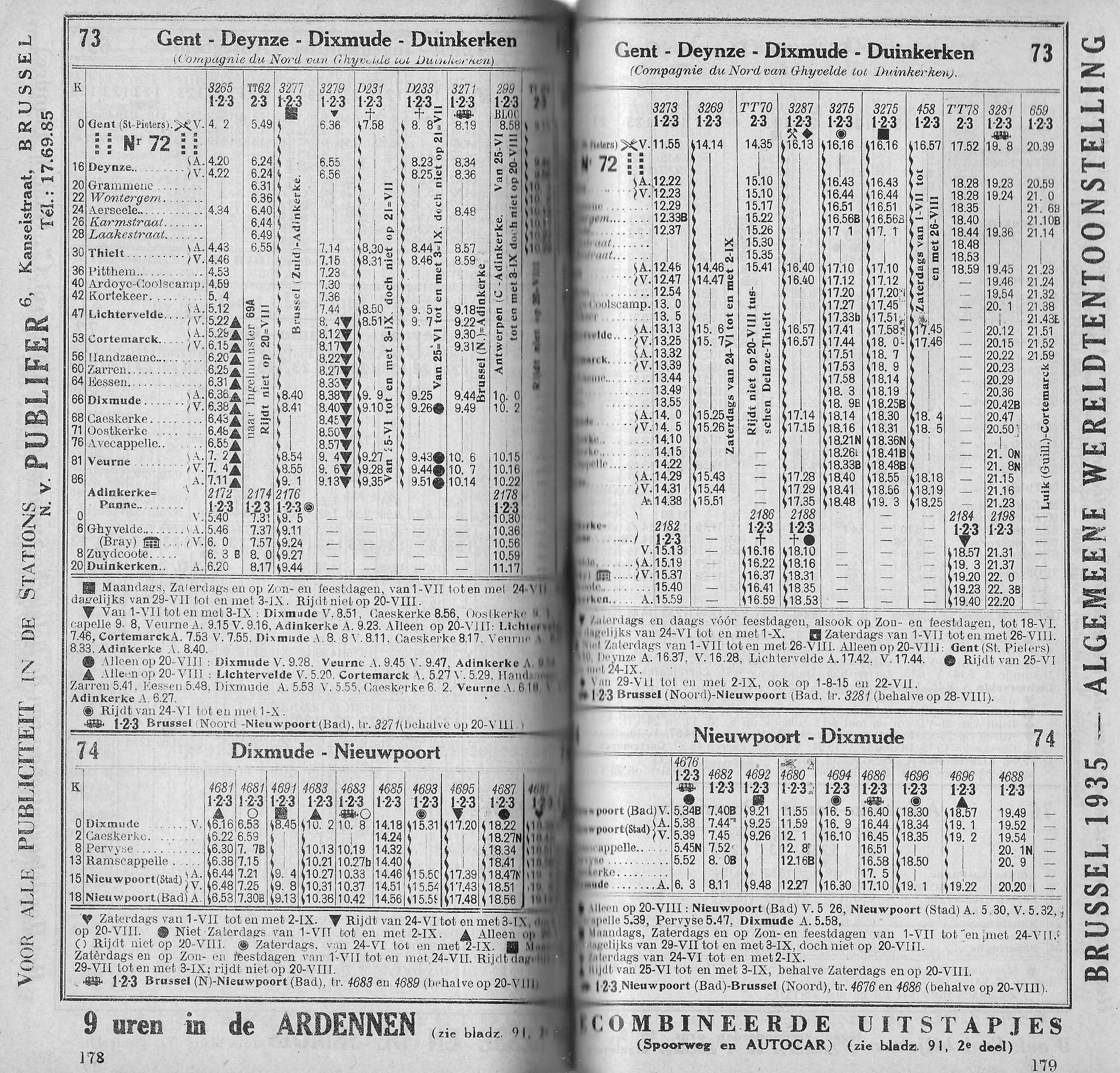
Zomerdienstregeling 1933 met aansluiting vanuit het Belgische spoornet
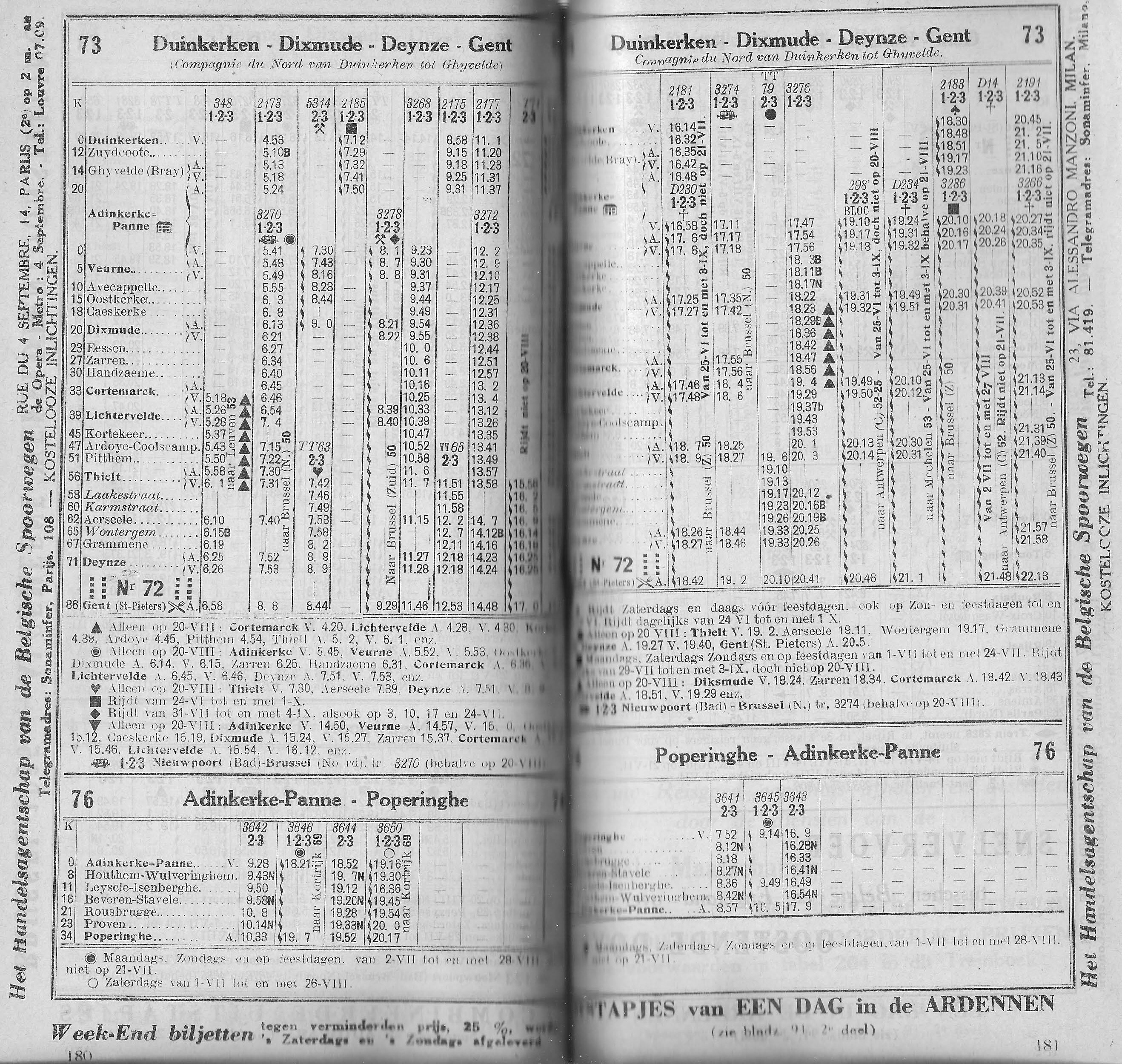
Zomerdienstregeling 1933 met aansluiting naar het Belgische spoornet